# Nordkaper
Der Begriff Nordkaper vereinheitlichte lange Zeit die beiden nördlichen Populationen der Wal-Gattung Eubalaena. Im Jahr 2001 bewiesen DNA-Analysen der Gattung jedoch, dass es sich bei diesen Populationen um zwei eigenständige Arten handelt: den Atlantischen Nordkaper (Eubalaena glacialis) und den Pazifischen Nordkaper (Eubalaena japonica).